# 팜스프링스 에어리얼 트램웨이

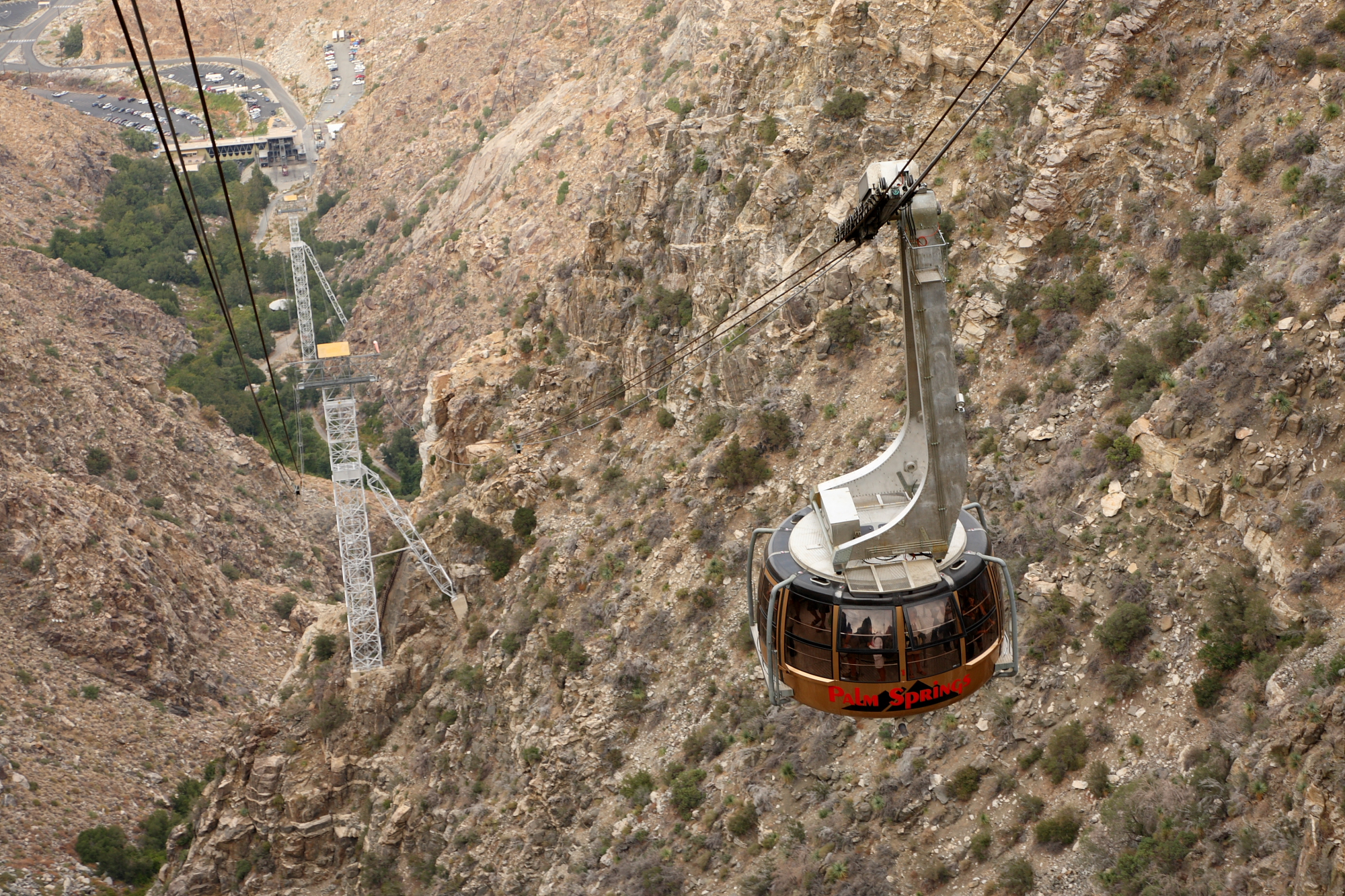
회전하면서 올아가는 에어리얼 트램웨이

팜스프링스 에어리얼 트램웨이(Palm Springs Aerial Tramway)는 미국 캘리포니아주 팜스프링스에 있는 세계 최대 회전식 로프 웨이. 1963년 9월 , 코아첼라 밸리 ( Coachella Valley)로부터 산타로자 (Santa Rosa) 및 산하신토 (San Jacinto)산 주립공원까지 교통 수단으로서 만들어졌다. 80명 승차 가능한 트램이 산 기슭의 밸리역 (표고 2463 피트/ 약 805 미터)로부터 정상의 위치한 마운트역 (표고 8516 피트/ 약 2595 미터)까지, 1800미터 차이의 거리를 360도 회전하면서 올라간다. 산 정상 뒷 편에는 14000 에이커 (약 5600 헥타르) 가 되는 산하신토산 주립공원 자연보호구가 펼쳐지고 있다.

## 같이 보기
- 삭도